# نظرية المعالجة المزدوجة
في علم النفس، تمنحنا نظرية المعالجة المزدوجة سردًا عن كيفية ظهور الفكر من خلال أسلوبين أو اتجاهين مختلفين، أو نتيجة عمليتي معالجة مختلفتين. تتألف عمليتا المعالجة في أغلب الأحيان من عملية معالجة ضمنية (تلقائية)، ومعالجة لا واعية، ومعالجة صريحة (مضبوطة) وواعية. ربما تتغير العمليات الصريحة والأفعال والمواقف أو الاتجاهات من خلال الإقناع أو التعليم، لكن تغيير عملية المعالجة الضمنية أو المواقف في سبيل خلق عادات جديدة يستغرق وقتًا طويلًا في أغلب الأوقات. تبرز نظريات المعالجة المزدوجة في عدد من مجالات علم النفس، مثل علم النفس الاجتماعي والمعرفي والسريري وعلم نفس الشخصية. ترتبط نظرية المعالجة المزدوجة أيضًا بعلم الاقتصاد عبر نظرية الاحتمال والاقتصاديات السلوكية، وبشكل متزايد في علم الاجتماع، وتحديدًا في التحليل الثقافي.

## تاريخ
تعود أساسات هذه النظرية على الأرجح إلى الفيلسوف وليام جيمس. اعتقد جيمس بوجود نوعين مختلفين من التفكير: التفكير الترابطي، والاستدلال السليم. توصل جيمس إلى نظرية مفادها أن التفكير التجريبي يُستخدم لأمور مثل الرسم والتصميم. بالنسبة لجيمس، يستحضر العقل الصور والأفكار من تجاربه السابقة، ويوفر أمثلة للمقارنة أو أفكارًا مجردة. ادعى أيضًا أن المعرفة الترابطية تأتي فقط من تجارب سابقة، واصفًا إياها بالـ«توالدية». اعتقد أن الاستدلال السليم مفيد جدًا في «المواقف الجديدة» التي لم يسبق أن خاضها المرء، وبالتالي يستخدم المرء الاستدلال للتغلب على تلك العقبات، فعلى سبيل المثال، يمكن التغلب على مشكلة السفر بحرًا -باعتبارها مشكلة جديدة- بالاستدلال، أي القدرة على استخدام خريطة مثلًا.
ظهرت عدة نظريات تتعلق بالمعالجة المزدوجة بعد أعمال وليام جيمس. تُعتبر نماذج المعالجة المزدوجة شائعة الاستخدام في دراسة متغيرات علم النفس الاجتماعي، مثل تغير المواقف أو الاتجاهات. من الأمثلة على ذلك نموذج بلورة الأرجحية لبيتي وكاسيوبو والنموذج الإرشادي المنظم لتشيكين. وفقًا لهذين النموذجين، يحدث الاقتناع بعد تفحص أو تأمل شديدين، أو جراء تفكير شديد السطحية. في علم النفس المعرفي، يُصوّر كل من الانتباه والذاكرة بصفتهما قائمين على عمليتي معالجة مختلفتين أيضًا. وسواءً كنا نتكلم عن علم النفس الاجتماعي أو علم النفس المعرفي، هناك الكثير من الأمثلة عن نظريات المعالجة المزدوجة عبر التاريخ. يُظهر التالي لمحة عن مدى تنوع تلك النظريات.
أشار بيتر واسون وجوناثان إيفانز إلى نظرية المعالجة المزدوجة عام 1974. في نظرية إيفانز الأخيرة، هناك نوعان مختلفان من المعالجة: المعالجة الإرشادية، والمعالجة التحليلية. فخلال عملية المعالجة الإرشادية، وفقًا لإيفانز، يختار الفرد المعلومات الملائمة للوضع الحالي. تُعالج بعدها المعلومات الملائمة، بينما تُهمل تلك غير الملائمة. تأتي عملية المعالجة التحليلية عقب المعالجة الإرشادية، وخلال تلك العملية، تُستخدم المعلومات الملائمة التي اختيرت أثناء المعالجة الإرشادية لصنع القرار واتخاذ الإجراء المناسب للموقف الذي يواجهه الفرد.
اقترح ريتشارد ي. بيتي، وجون كاسيوبو نظرية المعالجة المزدوجة في مجال علم النفس الاجتماعي عام 1986. دُعيت نظريتهما بـنموذج بلورة الأرجحية في الإقناع. وفي تلك النظرية، هناك مسلكان مختلفان في الإقناع من أجل اتخاذ القرارات. يُعرف المسار الأول بالمسلك (أو المسار) المركزي، ويحصل ذلك عندما يفكر المرء بموقف أو وضع ما بشكل حذر وجدّي، ويتوسع باكتشاف المعلومات المتوفرة، وبالتالي يخلق حجة أو برهانًا على ما توصل إليه. يسلك المرء هذا الطريق عندما يملك دوافع وإمكانيات طموحة. أما المسار الآخر، فيُعرف بالمسلك المحيطي، ويحدث عندما لا يتخذ المرء الحذر أثناء تفكيره في موضوع ما، ويستخدم الطرق المختصرة للتوصل إلى الأحكام والقرارات. يحصل ذلك عندما تكون دوافع المرء وقدراته منخفضة.
توصل ستيفن سولمان إلى تفسير آخر للمعالجة المزدوجة عام 1996. فارتأى أن الاستدلال الارتباطي يستقبل المحفز ويقسمه إلى مجموعات منطقية من المعلومات ترتكز على تناسق إحصائي. يدعي سولمان أن كيفية ربط المعلومات متناسبة بشكل مباشر مع محاكاة التجارب السابقة أو التعرض لتجارب مماثلة لها، بالاعتماد على العلاقات التماثلية والزمانية لتحديد الاستدلال (التفكير) بدلًا من وجود بنية ميكانيكية ضمنية. أما عملية التفكير الأخرى، بنظر سولمان، فهي عبارة عن نظام قائم على القرار. يعمل هذا النظام على البنية المنطقية والمتغيرات القائمة على أنظمة القرار ليتوصل المرء إلى نتائج مختلفة عن تلك الناجمة عن النظام الترابطي. اعتقد سولمان أيضًا أن النظام القائم على القرار يسيطر على النظام الترابطي، لكن بوسعه فقط أن يكبت النظام الترابطي. يتماشى ذلك التفسير مع الأعمال السابقة المتعلقة بالنماذج الحوسبية لعمليات التفكير أو الاستدلال المزدوجة.
قدّم دانيل كانمان مزيدًا من التفسير بالتفريق بين أسلوبي المعالجة، ودعا هذان الأسلوبان بالحدس والتفكير في عام 2003. الحدس (أو النظام 1) مشابهٌ للاستدلال الترابطي، ويتصف بكونه سريعًا وتلقائيًا، وغالبًا ما يرافقه روابط عاطفية مثيلة لتلك الموجودة في عملية الاستدلال. قال كانمان إن هذا النوع من الاستدلال أو التفكير قائم على عادات متشكلة سابقًا، ومن الصعب جدًا تغييرها أو التلاعب بها. يتصف التفكير (أو النظام 2) بكونه أبطأ وأكثر تقلبًا، وذلك لأنه خاضع للأحكام والمواقف الواعية.
اقترح فريتز ستراك ورولاند دويتش نظرية معالجة مزدوجة أخرى تركز على مجال علم النفس الاجتماعي في عام 2004. وفقًا لنموذجهما، فهناك نظامان منفصلان: نظام انعكاسي ونظام تلقائي أو عفوي. في النظام الانعكاسي، تُتخذ القرارات بناءً على المعرفة والمعلومات المتعلقة بالموقف الذي يخضع للمعالجة. أما في النظام العفوي، فتتخذ القرارات بناءً على مخططات مُعدّة، ولا حاجة لاستخدام التفكير (أو قد يكون للتفكير أثر صغير في هذه الحالة).

## علم النفس الاجتماعي
لنظرية المعالجة المزدوجة أثر على علم النفس الاجتماعي في مجالات مثل التنميط، والتصنيف، وإطلاق الأحكام. وبشكل خاص، لدراسة التلقائية والضمنية في نظريات المعالجة المزدوجة تأثير كبير على إدراك المرء. يدرك الناس عادة معلومات الأشخاص الآخرين، ويصنفوها حسب العمر، والجنس، والعرق، أو الدور. وفقًا لنويبرغ وفيسكي (1987)، فالمرء الذي يستقبل كمية كبيرة من المعلومات عن شخص آخر، سيستخدم التصنيف العقلي الرسمي (اللاوعي) بصفته أساسًا للحكم على ذاك الشخص. وعندما يُشتت انتباه الشخص المتلقي، فعليه الانتباه أكثر لمعلومات الشخص الآخر (الوعي). التصنيف هو العملية الأساسية للتنميط، والذي يُصنّف الناس وفقه إلى مجموعات اجتماعية تملك صورًا نمطية محددة مرتبطة بها. بالإمكان استخراج الأحكام لدى الناس تلقائيًا بدون نية شخصية أو جهد.